# Montealegre (Villagatón)
Montealegre es una localidad del municipio leonés de Villagatón, en la comunidad autónoma de Castilla y León. 

## Geografía

### Localidades limítrofes
Confina con las siguientes localidades:
- Al noreste con La Silva.
- Al este con Manzanal del Puerto.
- Al oeste con Santa Cruz de Montes y Torre del Bierzo.
- Al noroeste con La Granja de San Vicente.

## Historia
Así se describe a Montealegre en el tomo XI del Diccionario geográfico-estadístico-histórico de España y sus posesiones de Ultramar, obra impulsada por Pascual Madoz a mediados del siglo XIX:

Lugar en la provincia de León, partido judicial y diócesis de Astorga, perteneciente a la encomienda de San Juan de Jerusalén, audiencia territorial y capitanía general de Valladolid, ayuntamiento de Requejo y Corús. Situado en un alto al O de Manzanal e izquierda de la carretera que va a la Coruña; su clima es frío; sus enfermedades más comunes dolores de costado y pulmonías. Tiene 30 casas; escuela de primeras letras por temporada, con la dotación de 100 reales, a que asisten 16 niños; iglesia parroquial (San Martín) matriz de la Silva, servida por un cura de ingreso y provisión de la encomienda de San Juan; 2 ermitas (San Andrés y el Cristo de la Calzada), y buenas aguas potables. Confina N la Silva; E Manzanal; S Santa Cruz de Montes, y O Santibáñez de Montes. El terreno es de mediana calidad, y le fertilizan las aguas de dos arroyos que bajan de Cerredo y la Retuerta. Además de los caminos locales cuenta la mencionada carretera de Madrid a la Coruña. Recibe la correspondencia de Bembibre. Producciones: centeno, patatas, alguna hortaliza, frutas y pastos; cría ganados, alguna caza y pesca de truchas. Industria: 4 molinos harineros. Población: 38 vecinos, 127 almas. Contribución: con el ayuntamiento.
Diccionario geográfico-estadístico-histórico de España y sus posesiones de Ultramar

## Demografía
Evolución de la población
| Gráfica de evolución demográfica de Montealegre entre 2000 y 2021  |
|                                                                    |
| Población de derecho (2000-2017) según el padrón municipal del INE |

## Patrimonio
- La iglesia está dedicada a san Martín.[3]